# Índies Orientals Espanyoles
Les Índies Orientals Espanyoles és el terme emprat per denominar els territoris de l'Imperi Espanyol a la zona d'Àsia-Pacífic durant el període que va des de 1565 fins a la Guerra hispano-estatunidenca. Les Índies Orientals Espanyoles eren bàsicament els territoris de la Capitania General de les Filipines (Filipines, illes Carolines i illes Mariannes), però en alguns períodes també van englobar territoris de Formosa (Taiwan), i part de les illes Moluques. Era el territori format per les possessions espanyoles a les regions d'Àsia i Oceania, que en gran part van constituir la Capitania General de les Filipines, una divisió administrativa de la Corona d'Espanya en el llunyà Orient, que comprenia tant les illes Filipines, com les seves dependències, les illes Marianes i diverses illes de Micronèsia. Després de la Guerra Hispano-Americana el 1898, Filipines i Guam van ser ocupades pels Estats Units, mentre que la resta van ser venudes a Alemanya. No obstant això, els reis d'Espanya (inclòs l'actual monarca) encara segueixen utilitzant el títol de «Rei de les Índies Orientals» en castellà com a part del seu estil ple.

## Àmbit territorial

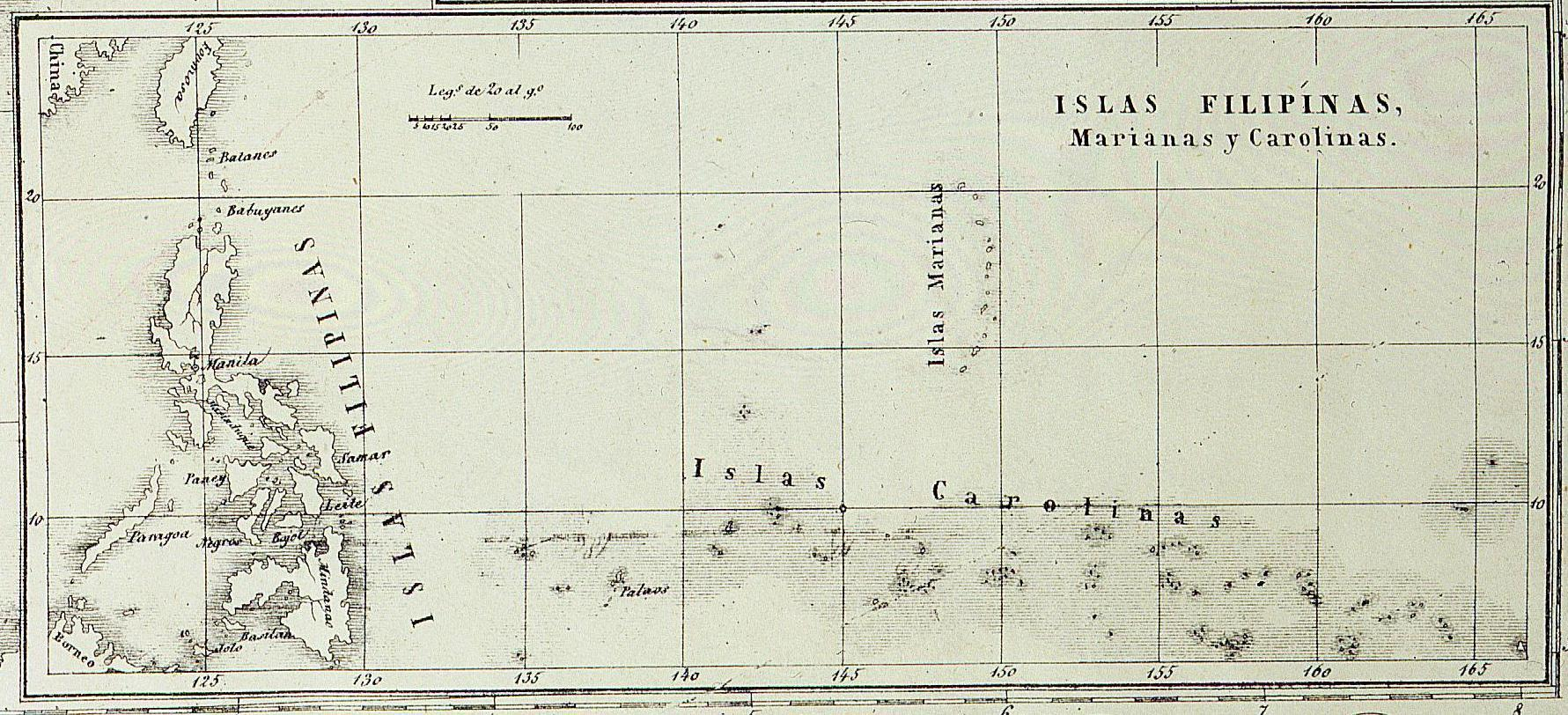
Carta d'Espanya de Batxiller de 1858, que mostra les illes Filipines, les illes Marianes i les illes Carolines.

En el moment de la seva major extensió les Índies Orientals Espanyoles abastaven Palaos, Guam, les illes Marianes, les illes Carolines i altres illes de la Micronèsia; com a part integrant del Virregnat de Nova Espanya, la seva capital va ser Manila.
A més de l'arxipèlag filipí les Índies Orientals Espanyoles abastaven els actuals Estats Federats de Micronèsia, illes Marshall, Palaos, Guam i les illes Marianes del Nord.
Durant diversos moments de la seva història, el territori també va abastar les illes de Ternate i Tidore, (Moluques Septentrionals), parts de l'illa de Formosa, Borneo Septentrional i Brunei.

## Història
Una expedició espanyola comandada per Fernando Magallanes va arribar a les Índies Orientals després de travessar el Pacífic, arribant a la "illa dels Lladres" (Guam) el 6 de març de 1521, i passant després a les Filipines el 16 de març. Van seguir les exploracions de Ruy López de Villalobos en 1542-43, i de Miguel López de Legazpi, qui el 1565 va fundar la que seria la ciutat de San Miguel a Cebu), i el 1570 va conquerir Manila.
Però hi havia el problema del viatge de retorn a Amèrica (l'oest era zona portuguesa), que va ser resolt per Andrés de Urdaneta en establir una eficaç ruta de retorn pel nord. Es va establir així la ruta Manila - Acapulco (Mèxic) amb els anomenats galions de Manila, que transportaven seda, espècies i altres productes de les Índies Orientals (i la Xina) a Mèxic, i d'aquí, a través de Veracruz, a Espanya.
Durant el segle xvi vaixells espanyols van visitar altres illes del Pacífic com Nova Guinea per Yñigo Ortiz de Retez el 1545, les illes Salomó per Pedro Sarmiento de Gamboa el 1568, i les illes Marqueses per Álvaro de Mendaña y Neira el 1595, però sense arribar a establir-s'hi.
El 1606 es van establir certes relacions comercials amb les illes Moluques, fins al 1663. (Espanya i Portugal van acordar deixar les Moluques com a zona portuguesa). També es van establir contactes amb Japó a on va ser enviat Sebastián Vizcaíno com ambaixador el 1611, fins que el Japó va tancar el 1630 les relacions comercials. A Formosa (avui Taiwan) els espanyols van construir el fort Sant Domingo i Keelung el 1626, i una missió en Tan-shui el 1628, durant seva presència fins al 1642.

### Capitania General de les Filipines
La Capitania General de les Filipines era l'entitat territorial que la Corona espanyola va establir en les Índies Orientals Espanyoles amb capital a Cebu des de 1565 fins al 1595, i en Manila des de 1595 fins al 1898.
El virrei de Nova Espanya, amb seu a la Ciutat de Mèxic, exercia sobre aquests territoris atribucions relatives a assumptes econòmics, i en la resta el Capità General tractava directament amb el rei i el Consell d'Índies.
La capitania general va subsistir fins a 1898, quan en virtut dels acords de París es va posar fi a la Guerra hispano-estatunidenca, i les illes Filipines i les illes Marianes van ser cedides als Estats Units d'Amèrica. Les illes Carolines i Palaos van ser venudes a Alemanya pel tractat hispanoalemany del 12 de febrer de 1899.

## Heràldica

Escut de les Filipines

Com títol tradicional dels reis d'Espanya figura el de  Rei de les Índies Orientals  arran de la unió ibèrica, ja que després del Tractat de Tordesillas la part oriental havia estat atorgada a Portugal.
No obstant això, la presència espanyola en les Moluques que es va estendre fins a 1663 després d'abandonar la seva última fortalesa en Tidore en les Moluques del Nord, planteja nous dubtes quan Felip II va determinar que calia explorar la ruta des de Mèxic.
| « | Tituláronse des de llavors els d'Espanya, Reis de les Índies Orientals i Occidentals, agregant al seu blasó la caserna que les representa i consisteix, en un escut dividit en pal, amb torre de plata en camp blau al flanc o destre; i al sinistre, lleó rampant de gules en camp de plata, que són les armes al·lusives, a les de Lleó i Castella. | » |

Aquest lleó és el que figura en la mateixa posició en l'actual escut de les Filipines. Amb motiu d'aquests descobriments i conquestes, es van col·locar en els blasons d'Espanya alguns nous i variats signes tals com el Sol amb la divisa de «A solis urtu usque ad Ocasum », alhora que a les columnes que sostenen el pavelló d'Espanya amb el conegut lema de « Non Plus Ultra ». Carles V del Sacre Imperi Romanogermànic va ordenar suprimir el «Non» per denotar que els límits que es deien fixats per Hèrcules a l'antic món s'havien ja traspassat estenent els seus dominis.
El posterior Tractat de Saragossa (1529) va delimitar exactament les zones d'influència portuguesa i espanyola a Àsia i l'Oceà Pacífic.